# Street Angel (film din 1928)
Street Angel este un film mut dramatic american din 1928, cu o coloană sonoră Movietone, regizat de Frank Borzage, adaptat de Harry H. Caldwell (titluri), Katherine Hilliker (titluri), Philip Klein, Marion Orth și Henry Roberts Symonds după piesa de teatru Lady Cristilinda de Monckton Hoffe. Ca unul dintre primele filme de tranziție lansate cu sunet, acesta nu a inclus dialogul înregistrat, ci a folosit intertitluri împreună cu efecte sonore înregistrate și selecții muzicale.
Street Angel a fost unul dintre cele trei filme pentru care Janet Gaynor a primit primul premiu Oscar pentru cea mai bună actriță în 1929; celelalte au fost Sunrise: A Song of Two Humans al lui F. W. Murnau și 7th Heaven al lui Borzage. Street Angel a fost, de asemenea, nominalizat pentru cele mai bune decoruri și cea mai bună imagine.
Premiul pentru actorie a fost acordat în 1929, iar celelalte două în 1930, ceea ce conferă filmului distincția de a fi unul dintre cele două filme care au primit nominalizări la Oscar în doi ani diferiți și care nu a fost un film într-o limbă străină. Celălalt a fost The Quiet One (r. Sidney Meyers), nominalizat în 1949 pentru cel mai bun film documentar și 1950 pentru cel mai bun scenariu original.

## Subiect
O tânără (Gaynor) încearcă să se prostitueze și, nereușind să facă acest lucru, încearcă să fure bani pentru a plăti medicamentul mamei sale grav bolnave. Este prinsă și condamnată, dar evadează, doar pentru a-și găsi mama moartă. Fugind de poliție, ea se alătură unui carnaval care călătorește în mai multe orașe, unde întâlnește un pictor vagabond (Farrell). Deși se îndrăgostesc, trecutul ei nu o va lăsa în pace.

## Distribuție
- Janet Gaynor - Angela
- Charles Farrell - Gino
- Natalie Kingston - Lisetta
- Henry Armetta - Mascetto
- Guido Trento - Neri, sergentul de poliție
- Alberto Rabagliati - un polițist
- Jennie Bruno - proprietăreasa
- Gino Conti - polițist
- Milton Dickinson - Bimbo
- Helena Herman - Andrea
- Dave Kashner - omul puternic
- Louis Liggett - Beppo